# Seznam dílů seriálu Molly a duch
Toto je seznam dílů seriálu Molly a duch.

## Přehled řad
| Řada | Díly | Premiéra v USA | Premiéra v USA   | Premiéra v ČR   | Premiéra v ČR |
| Řada | Díly | První díl      | Poslední díl     | První díl       | Poslední díl  |
| ---- | ---- | -------------- | ---------------- | --------------- | ------------- |
| 1    | 20   | 1. října 2021  | 9. července 2022 | 14. března 2022 | 9. září 2022  |
| 2    | 21   | 1. dubna 2023  | 13. ledna 2024   | 16. října 2023  | 2. února 2024 |

## Seznam dílů

### První řada (2021–2022)
| Č. v seriálu | Č. v řadě | Původní název                                                  | Český název                                  | Režie                                                   | Scénář | Premiéra v USA     | Premiéra v ČR   | Prod. kód |
| ------------ | --------- | -------------------------------------------------------------- | -------------------------------------------- | ------------------------------------------------------- | --- | ------------------ | --------------- | --------- |
| 1            | 12        | The CurseFirst Day Frights                                     | ProkletýDěsy prvních dnů                     | Stephen HeneveldSam King                                | Bill Motz a Bob Roth | 1. října 2021      | 14. března 2022 | 101       |
| 2            | 34        | Howlin' HarrietThe (Un)natural                                 | Kvílející Harriet(Na)přirozené               | Sam KingStephen Heneveld                                | námět: Charley Feldman scénář: Charley Feldman a Sammie Crowley námět: Bill Motz a Bob Roth scénář: Bill Motz, Bob Roth a Katie Greenway | 2. října 2021      | 15. března 2022 | 102       |
| 3            | 56        | Getting the Band(shell) Back TogetherThe Greatest Concert Ever | Stavíme nové pódiumNejlepší koncert na světě | Sam KingStephen Heneveld                                | Katie GreenwayPaul Chang | 9. října 2021      | 16. března 2022 | 103       |
| 4            | 78        | Mama's Gotta HustleHooray for Mollywood!                       | Mamka musí makatTřikrát hurá pro Mollywood!  | Sam KingStephen Heneveld                                | Katie GreenwayPeter Limm | 16. října 2021     | 17. března 2022 | 104       |
| 5            | 910       | Not So Honest AbeThe Best of Nin-tentions                      | Upřímný AbeNin-to myslí dobře                | Sam KingStephen Heneveld                                | námět: Malya Williams scénář: Malya Williams a Madison Bateman Cynthia Furey                                                             | 23. října 2021     | 18. března 2022 | 105       |
| 6            | 1112      | Mazel Tov, Libby!No Good Deed                                  | Mazel Tov, Libby!Nenapravitelný Darryl       | Sam KingStephen Heneveld                                | Peri Segelnámět: Jase Rlccl a Sammie Crowley scénář: Sammie Crowley                                                                      | 30. října 2021     | 21. března 2022 | 106       |
| 7            | 1314      | The Turnip TwistAll Systems No                                 | Tuřínový FestivalŘekni Ne                    | Stephen HeneveldJohnny Castuciano                       | Madison BatemanSammie Crowley | 6. listopadu 2021  | 22. března 2022 | 109       |
| 8            | 1516      | Monumental DisasterTalent Show                                 | Obrovská pohromaSoutěž talentů               | Johnny Castuciano a Sam KingStephen Heneveld a Sam King | námět: Ricky Roxburgh a Paul Chang scénář: Paul Chang námět: Katie Greenway a Peter Limm scénář: Peter Limm                              | 13. listopadu 2021 | 23. března 2022 | 108       |
| 9            | 1718      | Scratch the SurfaceFriend-Off                                  | Tajný kamarádSouboj přátel                   | Johnny CastucianoSam King                               | Sammie CrowleyPaul Chang | 20. listopadu 2021 | 24. března 2022 | 110       |
| 10           | 1920      | Festival of LightsSaving Christmas                             | Slavnost světelZáchrana Vánoc                | Johnny CastucianoStephen Heneveld                       | Peri SegelPeter Limm | 27. listopadu 2021 | 29. srpna 2022  | 111       |
| 11           | 2122      | Ice PrincessReady, Set, Snow!                                  | Ledová PrinceznaPřipravit, Pozor, Sněží!     | Stephen HeneveldJohnny Castuciano                       | Peter LimmSammie Crowley | 12. února 2022     | 30. srpna 2022  | 112       |
| 12           | 2324      | Game NightThe Don't-Gooder                                     | DeskohraníNe-Dobrodějka                      | Sam KingStephen Heneveld                                | Peter LimmCynthia Furey | 19. února 2022     | 25. března 2022 | 107       |
| 13           | 2526      | Innocent Until Proven GhostlyTwin Trouble                      | Krádež dortuDvojnásobné trápení              | Sam King                                                | Paul ChangCynthia Furey | 26. února 2022     | 31. srpna 2022  | 113       |
| 14           | 2728      | Goat Your Own WayA Very Hungry Ghost                           | Výchova kozyVelmi hladový duch               | Stephen HeneveldJohnny Castuciano                       | Cynthia FureyPeri Segel | 5. března 2022     | 1. září 2022    | 114       |
| 15           | 2930      | Scare TacticsBad Boy Bobby Daniels                             | Zastrašovací taktikyDrsňák Bobby Daniels     | Sam KingStephen Heneveld                                | Sammie CrowleyPaul Chang | 12. března 2022    | 2. září 2022    | 115       |
| 16           | 3132      | Citizen McGeeThe Internship                                    | Starostka McGeeStáž                          | bude oznámeno                                           | Peter LimmCynthia Furey | 11. června 2022    | 5. září 2022    | 116       |
| 17           | 3334      | The Lucky PennyLock, Stock, and Peril                          | Mince pro štěstíZamčeni ve sklepě            | bude oznámeno                                           | Peter LimmSammie Crowley | 18. června 2022    | 6. září 2022    | 117       |
| 18           | 3536      | Out of House and HomeHome is Where the Haunt Is                | StěhováníDomov je tam kde straší             | bude oznámeno                                           | Cynthia FureyPeter Limm | 25. června 2022    | 7. září 2022    | 118       |
| 19           | 3738      | Scaring is CaringAll Night Plight                              | Strašení je zábavaPonocování                 | bude oznámeno                                           | Peri SegelSammie Crowley & Cynthia Furey                                                                                                 | 2. července 2022   | 8. září 2022    | 119       |
| 20           | 3940      | The Jig is UpMolly vs. The Ghost World                         | Hledání radostiMolly proti světu duchů       | bude oznámeno                                           | Madison Bateman | 9. července 2022   | 9. září 2022    | 120       |

### Druhá řada (2023-2024)
| Č. v seriálu | Č. v řadě | Původní název                                         | Český název                                   | Režie         | Scénář        | Premiéra v USA     | Premiéra v ČR     | Prod. kód |
| ------------ | --------- | ----------------------------------------------------- | --------------------------------------------- | ------------- | ------------- | ------------------ | ----------------- | --------- |
| 21           | 1         | The New (Para)Normal                                  | Nový (Para)Normální                           | bude oznámeno | bude oznámeno | 1. dubna 2023      | 16. října 2023    | 201       |
| 22           | 23        | Book Marks the SpriteDouble, Double, Darryl & Trouble | KnihomolDarryl duchem                         | bude oznámeno | bude oznámeno | 8. dubna 2023      | 17. října 2023    | 202       |
| 23           | 45        | Faint of ArtA Soda to Remember                        | Strach z úměníVzpomínková limonáda            | bude oznámeno | bude oznámeno | 15. dubna 2023     | 18. října 2023    | 203       |
| 24           | 67        | A Period PlaceIt's Always Sunny in Sunnyland          | MěsíčkyVe Sluníčkově svítí vždycky            | bude oznámeno | bude oznámeno | 22. dubna 2023     | 19. října 2023    | 204       |
| 25           | 89        | I Wanna Dance With Some-OllieDavenport's on Demand    | Chci tančit s OlliemDavenport na zavolání     | bude oznámeno | bude oznámeno | 29. dubna 2023     | 20. října 2023    | 206       |
| 26           | 1011      | A Doll to Die ForThe (After)life of the Party         | Děsivá panenkaŠlamastika s večírky            | bude oznámeno | bude oznámeno | 6. května 2023     | 23. října 2023    | 205       |
| 27           | 12        | Frightmares on Main Street                            | Hrůzošy na hlavní třídě                       | bude oznámeno | bude oznámeno | 13. května 2023    | 24. října 2023    | 208       |
| 28           | 1314      | The Unhaunting of Brighton Video100% Molly McGee      | Duch ve Videopůjčovně100% Molly McGee         | bude oznámeno | bude oznámeno | 20. května 2023    | 11. prosince 2023 | 213       |
| 29           | 1516      | All Shark No BiteNin-dependence                       | Přízrační žralokNezávislá babička             | bude oznámeno | bude oznámeno | 8. července 2023   | 26. října 2023    | 211       |
| 30           | 1718      | Like Father Like LibbyDance Dad Revolution            | Jaký otec taková LibbyRevoluce táty tanečníka | bude oznámeno | bude oznámeno | 15. července 2023  | 27. října 2023    | 207       |
| 31           | 1920      | Jinx!Let's Play Turnipball!                           | Kledba!Budeme hrát tuřínbal!                  | bude oznámeno | bude oznámeno | 25. července 2023  | 25. října 2023    | 210       |
| 32           | 2122      | The Ghost IS Molly McGeeAll in the Mind               | Duch je Molly McGeeVšechno je v mysli         | bude oznámeno | bude oznámeno | 29. července 2023  | 12. prosince 2023 | 212       |
| 33           | 2324      | Carbon Zero HeroesDavenport's in Demise               | Hrdinové bez UhlíkuKonec Davenportových       | bude oznámeno | bude oznámeno | 5. srpna 2023      | 13. prosince 2023 | 214       |
| 34           | 2526      | Web of LiesKenny's Falling Star                       | Pavučina LžíKennyho padající hvězda           | bude oznámeno | bude oznámeno | 12. srpna 2023     | 14. prosince 2023 | 215       |
| 35           | 2728      | Welcome to NecroComic-ConFit to Print                 | Vítejte na Ducho-konvenciNoviny               | bude oznámeno | bude oznámeno | 28. října 2023     | 15. prosince 2023 | 216       |
| 36           | 2930      | Smile Valley FarmThe Grand Gesture                    | Farma ÚsměvůVelké Gesto                       | bude oznámeno | bude oznámeno | 4. listopadu 2023  | 18. prosince 2023 | 217       |
| 37           | 3132      | The Many Lives of ScratchAlaka-Sham!                  | Škráb a jeho životAbraka-dabra!               | bude oznámeno | bude oznámeno | 11. listopadu 2023 | 19. prosince 2023 | 218       |
| 38           | 3334      | F.O.N.A.A.!Game On                                    | Z.N.N.N.S.!Hrajeme                            | bude oznámeno | bude oznámeno | 18. listopadu 2023 | 20. prosince 2023 | 219       |
| 39           | 3536      | White ChristmessPerfect Day                           | Bílé VánocePerfektní Den                      | bude oznámeno | bude oznámeno | 1. prosince 2023   | 22. prosince 2023 | 209       |
| 40           | 37        | Jinx .vs. The Human World                             | Jinx .vs. Lidský Svět                         | bude oznámeno | bude oznámeno | 13. ledna 2024     | 21. prosince 2023 | 220       |
| 41           | 38        | The End                                               | bude oznámeno                                 | bude oznámeno | bude oznámeno | 13. ledna 2024     | 2. února 2024     | 221       |

## Kraťasy

### Chibi Tiny Tales(2021-2023)
Seriál Molly a duch se krátce po své premiéře objevil v animované sérii Chibi Tiny Tales. 
| Č. | Původní název                | Český název   | Premiéra v USA | Premiéra v ČR |
| -- | ---------------------------- | ------------- | -------------- | ------------- |
| 1  | Scratch Haunts               | bude oznámeno | 3. října 2021  | bude oznámeno |
| 2  | Molly's Haunted Mansion      | bude oznámeno | 8. října 2021  | bude oznámeno |
| 3  | Scratch's Sugar Rush         | bude oznámeno | 17. října 2021 | bude oznámeno |
| 4  | Bedroom Battle               | bude oznámeno | 3. dubna 2022  | bude oznámeno |
| 5  | Springtime for Mama Scratch  | bude oznámeno | 1. května 2022 | bude oznámeno |
| 6  | Scratch, Molly's Third Wheel | bude oznámeno | 15. dubna 2023 | bude oznámeno |

### Broken Karaoke(2021-2022)
Část řady Broken Karaoke, která začala v seriálu Greenovi ve velkoměstě.
| Č. | Původní název          | Český název   | Premiéra v USA   | Premiéra v ČR |
| -- | ---------------------- | ------------- | ---------------- | ------------- |
| 1  | Broken Scary-oke       | bude oznámeno | 5. prosince 2021 | bude oznámeno |
| 2  | I Just Wanna Eat Bread | bude oznámeno | 13. srpna 2022   | bude oznámeno |
| 3  | Ways We Feel Anxious   | bude oznámeno | 10. října 2022   | bude oznámeno |

### Theme Song Takeover(2022-2023)
Jako součást propagační kampaně začal Disney Channel vysílat téma Disney Theme Song Takeover, kde vedlejší postavy z různých pořadů předvedly ústřední melodii k seriálu, ve kterém byly.
| Č. | Původní název              | Český název   | Premiéra v USA  | Premiéra v ČR |
| -- | -------------------------- | ------------- | --------------- | ------------- |
| 1  | Andrea Theme Song Takeover | bude oznámeno | 12. června 2022 | bude oznámeno |
| 2  | Libby Theme Song Takeover  | bude oznámeno | 3. května 2023  | bude oznámeno |
| 3  | Darryl Theme Song Takeover | bude oznámeno | 24. června 2023 | bude oznámeno |

### Disney Random Rings(2023)
| Č. | Původní název                     | Český název   | Premiéra v USA | Premiéra v ČR |
| -- | --------------------------------- | ------------- | -------------- | ------------- |
| 30 | Scratch Calls the Haunted Mansion | bude oznámeno | 25. září 2023  | bude oznámeno |